# Paul Bracq

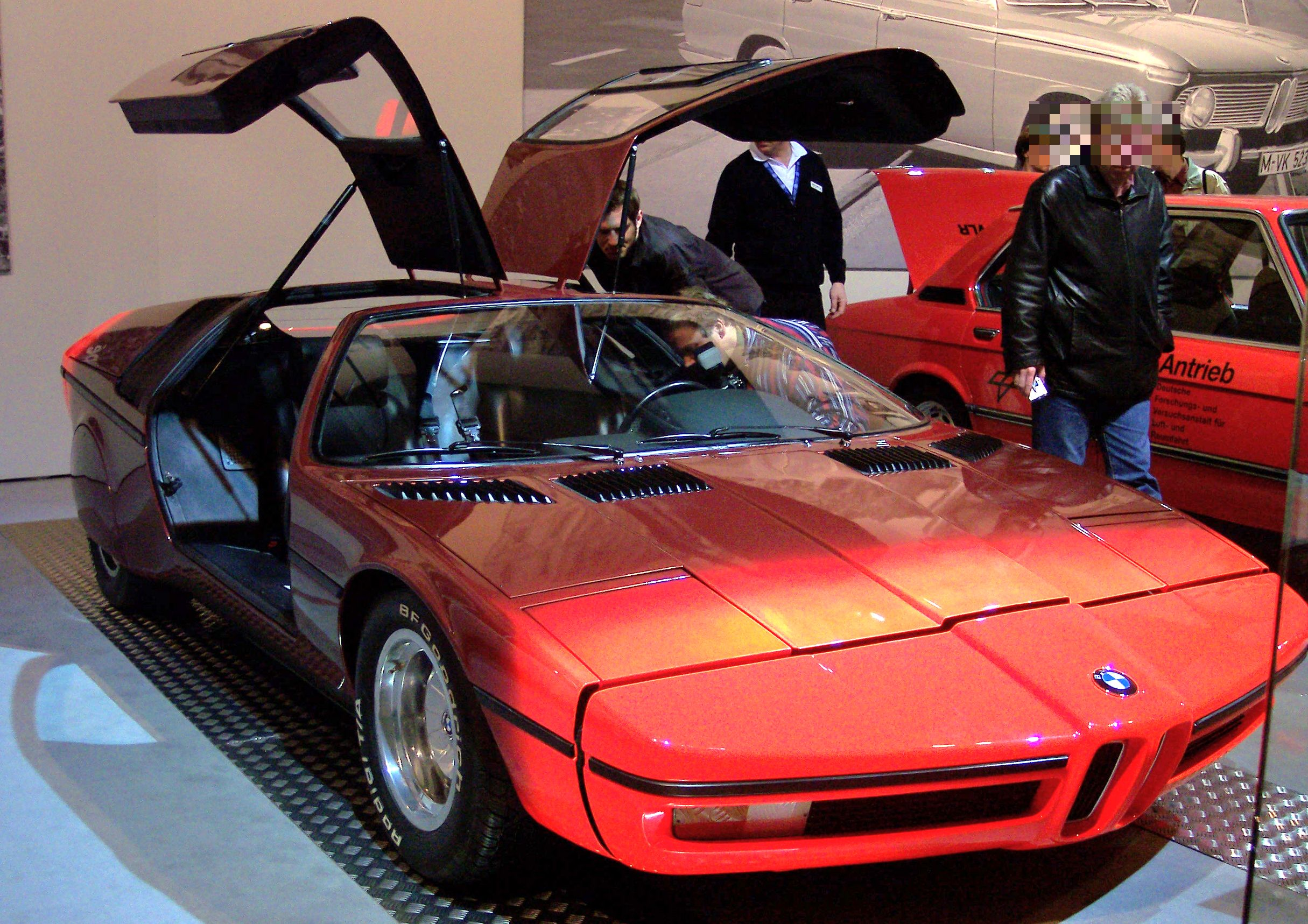
BMW Turbo 1972, som Bracq formgav

Paul Bracq, född 13 december 1933 i Bordeaux, är en fransk konstnär och före detta bilformgivare. Bracq var under början och mitten av 1960-talet anställd vid Mercedes-Benz designavdelning och var som sådan delaktig i formgivningen av bland andra modellerna 600, "Pagoda", W111 Coupé och W108.
Bracq återvände 1967, efter sin period vid Mercedes-Benz, till Frankrike, där han ritade TGV-tåget. Därefter arbetade han för BMW och var bland annat ansvarig för designen av den första 7-serien.
Förutom att formge bilar ägnar sig Bracq åt att avbilda dem konstnärligt.